# Poromów
Poromów (ukr. Поромів) – wieś na Ukrainie w rejonie włodzimierskim obwodu wołyńskiego.

## Historia
Pod rozbiorami siedziba gminy Poromów w powiecie włodzimierskim guberni wołyńskiej, potem, pod koniec XIX w. w gminie Chotiaczów, w tymże powiecie.
Do 2020 w rejonie iwanickim.